# 浦星公路
浦星公路，是位于上海市的一条省级公路，被编为上海省道123的一部分。该道路北至上海外环高速公路济阳路立交，南至人民塘路浦星公路路口（星火农场），经过浦东新区、闵行区、奉贤区等行政区，全长33.25公里，以起讫地简称和首字得名。1993年11月立项建设。闵行区段长13.98公里，1997年10月竣工；奉贤区段长10.87公里，2003年8月完工。1998年，更名浦星公路。南延伸路段长2.4公里，1997年11月竣工。2003年10月，大亭公路立交桥建成，浦星公路全线通车。

## 主要交会道路（北向南）
- 外环高速济阳路跨线桥接济阳路
- 林恒路/芦恒路
- 江桦路
- 陈行公路
- 江月路
- 联航路
- 沈杜公路
- 浦放路（ 申嘉湖高速）
- 闵瑞路
- 鲁南路
- 大叶公路
- 团汇公路
- 金大公路
- 南奉公路
- 上海绕城高速
- 平庄西路
- 奉柘公路
- 金汇塘东路

## 轨道交通
- 芦恒路口：8芦恒路站
- 陈行公路口：8浦江镇站
- 江月路口：8江月路站
- 联航路口：8联航路站
- 沈杜公路口：8浦江沈杜公路站